# Алкохолна напитка
Алкохо́лни напи́тки са напитките, съдържащи етанол – етилов спирт, в разговорния език алкохол. Алкохолът, който хората употребяват за пиене, се получава чрез ферментация на продукти, които съдържат въглехидрати – най-често плодови захари. Процесът се извършва под въздействието на живи организми – дрожди. Това налага известни ограничения върху силата на получаваните напитки, тъй като при концентрация на алкохол повече от 10 – 15% дрождите умират и ферментацията спира; така от гроздов сок се получава вино, а от зърно – бира.
Съдържанието на алкохол в различните напитки се измерва в градус (т.нар. алкохолен градус), който обикновено показва обемната концентрация на алкохола в %. Концентрираните (т.н. спиртни) напитки могат да се получават само чрез дестилация на алкохола във ферментирали вече продукти. По този начин може да се получи алкохол с произволно силен градус, но обикновено концентратите съдържат 40 до 50% алкохол.
В повечето питиета не се съдържа чист алкохол, защото приемането му може да бъде смъртоносно. Малко количество чист алкохол повишава много бързо съдържанието на алкохол в кръвта до опасно ниво.
Понятието Алкохо́лни (спиртни) изде́лия се използва и при определянето на данъци и акциз върху стоките.

## Видове алкохолни напитки
Алкохолните напитки се делят на три големи класа: бира, вино и напитки с високо алкохолно съдържание, получени чрез дестилация. Тяхната консумация е разрешена в повечето страни и в над 100 държави има специални закони за тяхното производство, продажба и консумация. В частност тези закони определят минималната възраст, под която е забранена покупко-продажбата и консумацията на алкохол. Тя варира между 16 и 25 години, в зависимост от държавата и вида на алкохолната напитка.

### Получени при ферментация
Това са напитки, които преминават само през процеса на ферментация, но не и на дестилация. Те са със сравнително ниско алкохолно съдържание, обикновено не повече от 15%.

### Получени при дестилация
На английски се означават като hard alcohol и spirit, чиито точни преводи са съответно твърд алкохол и спиртни напитки, както и като distilled drink, hard liquor или само liquor. Внимание, liquor не бива да се бърка с liqueur, като последното отговаря на българската дума ликьор – спиртни напитки, преминали допълнителна обработка с цел придаване на сладък до сладникав вкус.

#### Брендита
Обикновено с алкохолно съдържание над 35%. Тук попадат конякът, арманякът, грапата, ракията, чачата, шерито, сливовицата, калвадосът.

## Потребление на алкохол по света
Производството и консумацията на напитки с различно алкохолно съдържание се наблюдава исторически в повечето от културите по света – от първобитните общества до националните държави. Алкохолните напитки често са важен елемент от социалните събития в тези култури и често тяхната употреба е част от социалните контакти – основно поради ефекта на алкохола върху човека.
Според доклад на Световната здравна организация за периода 2008 – 2010 г. средната консумация на алкохол е най-висока в Литва – 18,2 литра годишно на човек. За същия период в България средната консумация е 11,4 литра годишно (11,6 литра годишно през 2005 г.). Консумацията сред мъжете е 17,9 литра годишно, а сред жените – 5,3 литра годишно. Най-предпочитаните спиртни напитки в страната са ракията и мастиката. От 2000 г. високоградусовият алкохол е най-предпочитан в страната, като измества бирата и виното.

## Въздействие върху човешкия организъм
Алкохолът е психоактивно вещество и оказва ефект на депресант. Наличието на високо съдържание на алкохол в кръвта обикновено се счита за доказателство за алкохолно опиянение, защото намалява вниманието и забавя скоростта на реакциите. Пристрастяването към алкохола е болест и се нарича алкохолизъм. Днес в света има десетки милиони алкохолици. По данни от 2013 година се счита, че в България алкохолиците са около 350 000.
Алкохолът действа различно на различните хора, но типичните му ефекти зависят от концентрацията му в кръвта.
1. При концентрация 0,5 – 1 гр./л – човек чувства лека възбуда и става бъбрив.
2. При концентрация 1 – 1,5 гр./л – повечето хора стават шумни и буйни, а по-късно сънливи.
3. При концентрация 1,5 – 3 гр./л – обикновено предизвиква гадене и повръщане, а често след това настъпва летаргия и ступор.
4. При концентрация 3 – 5 гр./л – почти винаги води до загуба на съзнание.
5. При концентрация над 5 гр./л – ако не се вземат мерки, смъртта настъпва след 1 – 2 часа.

Степента на абсорбация на алкохола зависи от:
- Количеството консумиран алкохол – черния дроб може да преработи само определено количество алкохол за час.
- Храната – ако има храна в стомаха, това може да намали скоростта на абсорбирането. Храните, богати на въглехидрати и мазнини, помагат за забавяне на процеса, при който стомаха изпраща храната заедно с приетия алкохол към тънкото черво.
- Водното съдържание на организма – за да може черният дроб да преработва алкохола, той се нуждае от вода. Колкото повече вода има в тялото си даден човек, толкова по-малко количество алкохол той абсорбира. Мускулната тъкан съдържа повече вода, отколкото мазните тъкани, поради което колкото повече мускули има даден човек, толкова повече ще успява да разреди алкохола.

### Метаболизъм на алкохола
Алкохолът се приема изключително перорално. Той бързо се всмуква в стомаха (20%) и тънките черва (80%), като този процес е по-бърз при употреба на концентрати или на газирани напитки. След резорбцията 90 – 95% се разграждат до СО2 и Н2О, 1% се отделя непроменен с урината, 5% – през белите дробове. В крайна сметка приетият алкохол изгаря и в този смисъл той може да се разглежда като една изключително калорична и крайно непълноценна храна. Средно човешкия организъм може да преработва около 10 грама алкохол за час.
Разграждането на алкохола става главно в черния дроб, и в по-малка степен в бъбреците, стомаха и червата. В черния дроб алкохолът се метаболизира в ацеталдехид, от ензима алкохолдехидрогеназа с кофактор НАД, а след това в оцетна киселина, с ензима алдехиддехидрогеназа с кофактор НАД. Оцетната киселина се естерифицира с КоA и се получава Ацетил-КоА. Ацетил-КоA влиза в Цикъла на Кребс, където се разгражда до СО2 и Н2О.

### Влияние на алкохола върху черния дроб
Алкохолдехидрогеназата в черния дроб ежедневно може да разгражда по 150 грама чист алкохол. Ако се пие всеки ден над 150 грама чист алкохол след 15 години в около 80% от случаите се развива цироза. Алкохолната цироза се предшества от стеатоза (мастна дегенерация) на черния дроб.

### Влияние на алкохола върху мозъка
Алкохола въздейства на различни центрове на мозъка в следния ред:
- Мозъчна кора – тук алкохола причинява следното въздействие:
  - Премахват се задръжките в поведението – човекът става по-разговорлив и общителен, по-уверен в себе си.
  - Забавя се обработването на информацията, постъпваща от сетивата – човекът има нарушено зрение, слух, обоняние, докосване и вкус, повишава се прага на болката.
  - Възпрепятства се мисловния процес – човек губи добрата си преценка и способността да мисли трезво.
  - Алкохолът влияе на системата, която контролира паметта и емоциите.
- Малък мозък – мускулните движения стават некоординирани. Някои синапси се блокират, а други се стимулират. В резултат на това човек извършва неконтролируеми движения, също така не може да пази равновесие.
- Хипоталамус – потискат се нервните центрове в хипоталамуса, които контролират сексуалната възбуда. С повишаването на концентрацията на алкохол в кръвта, се увеличава сексуалното желание, но способността да се прави секс намалява.
- Хипофиза – потиска се секрецията на антидиуретичния хормон на хипофизата, който кара бъбреците да реабсорбират водата. Когато намалее нивото на този хормон, бъбреците произвеждат повече урина и това довежда до дехидратация.
- Костен мозък – на човек му се доспива и може да изпадне в безсъзнание. С повишаването на концентрацията се нарушава дишането, сърдечния ритъм и температурните центрове. Човек диша по-бавно, налягането на кръвта и температурата спадат.

Повечето хора след по-обилна употреба на алкохол чувстват неразположение – т.нар. махмурлук. Проявява се най-често след отзвучаване на алкохолното опиянение и е най-характерно сутрин при събуждане от сън след вечерно пиене. Сега черният дроб трябва да оправи „бъркотията“, в случая да превърне натрупания алкохол в организма в безвредни вещества. Този процес изисква вода, и тъй като мозъкът е органа с най-голямо съдържание на вода (около 75%), от всички органи в тялото, страда най-много той. Настъпва главоболие, гадене, повръщане, световъртеж, изпотяване, сухост в устата, изтръпване на крайниците или просто отпадналост, безапетитие, намалена способност за концентрация на вниманието и лошо настроение.

### Влияние на алкохола върху други органи
Алкохолът дразни белите дробове, стомаха и червата, което може да доведе до повръщане. При употреба на алкохол кръвоснабдяването на стомаха и тънките черва се увеличава. Това води и до увеличаване на тяхната секреция. Също така се повишава кръвоснабдяването на кожата, което причинява потене и изчервяване. Потенето води до загуба на топлина и тялото може да изстине повече от нормалното. Намалява се кръвоснабдяването на мускулите, което може да доведе до болки, най-вече когато тялото се възстановява от погълнатия алкохол.